# 김재환 (배드민턴 선수)
김재환(1996년 8월 13일~)은 대한민국의 배드민턴 선수로, 2017년 하계 유니버시아드에 참가해 금메달을 획득했다.